# Ever After
Ever After is een Amerikaanse film uit 1998 van Andy Tennant en gebaseerd op het verhaal van Assepoester. De hoofdrol is voor Drew Barrymore.
Ever After won 5 prijzen en werd 7 keer genomineerd. In de Verenigde Staten bracht de film $65.705.771 op, en inclusief de buitenlandse inkomsten van $32.299.895 bedroegen de opbrengsten in totaal $98.005.666.

## Verhaal
Het is de 16e eeuw. Na het overlijden van zijn vrouw voedt Auguste de Barbarac zijn dochter Danielle alleen op. Dan trouwt hij opnieuw met de weduwe Rodmilla de Ghent die twee dochters heeft. Kort daarna overlijdt hij waardoor zij samen met haar dochters Marguerite en Jacqueline de leiding in het huishouden overneemt en Danielle tot dienstmeid maakt.
Jaren later ontmoet Danielle per toeval Prins Henry, die gevlucht is van huis omdat hij met een Spaanse prinses moet trouwen. Henry denkt dat Danielle van adel is, een misverstand dat ze met opzet niet uitlegt, waardoor ze de mogelijkheid heeft de prins beter te leren kennen.
Op een gekostumeerd bal waarvoor ook Danielle uitgenodigd is, komt stiefmoeder Rodmilla erachter dat Danielle geheime ontmoetingen heeft met de prins. Ze probeert verdere afspraken te voorkomen omdat ze wil dat haar dochter Marguerite de toekomstige koningin wordt.
Met hulp van schilder Leonardo da Vinci die toevallig in de buurt is, lukt het Danielle toch nog om op tijd op het bal te komen, maar haar stiefmoeder maakt haar afkomst wereldkundig, waarop Prins Henry afstand van haar neemt en Danielle huilend wegvlucht.
Henry besluit dan toch met de Spaanse prinses te trouwen. Wanneer zij aan het begin van de huwelijksceremonie luid huilend naast hem staat, ziet Henry ervan af en gaat hij op zoek naar Danielle. Henry komt via stiefzusje Jacqueline, die altijd op de tweede plaats kwam en Danielle beter genegen is, erachter dat Danielle door Rodmilla aan de afzichtelijke grootgrondbezitter Pierre Le Pieu verkocht is. Bij aankomst op diens kasteel ziet Henry dat Danielle zichzelf al bevrijd heeft en vraagt haar ten huwelijk.
De koningin en moeder van Prins Henry wil Danielles stiefmoeder en haar gemene stiefzuster Maguerite verbannen naar Amerika, maar prinses Danielle toont hen genade. De twee worden gedegradeerd tot dienstmeiden en moeten de vuile was doen. Het aardige stiefzusje Jacqueline wordt gelukkig met een legerofficier.
Prins Henry en prinses Danielle leven nog lang en gelukkig samen. Hun verhaal wordt mettertijd een legende en gaat een eigen leven leiden. Op hoge leeftijd vertelt een afstammelinge het ware verhaal aan de Gebroeders Grimm, omdat ze vindt dat hun versie van Assepoester niet waarachtig is.

## Rolverdeling
| Acteur          | Personage                 |
| --------------- | ------------------------- |
| Hoofdrollen     |                           |
| Drew Barrymore  | Danielle De Barbarac      |
| Anjelica Huston | Barones Rodmilla De Ghent |
| Dougray Scott   | Prins Henry               |
| Bijrollen       |                           |
| Patrick Godfrey | Leonardo da Vinci         |
| Sam Rockwell    | Eric Knox                 |
| Megan Dodds     | Marguerite De Ghent       |
| Melanie Lynskey | Jacqueline De Ghent       |
| Jeroen Krabbé   | Auguste De Barbarac       |
| Timothy West    | Koning Francis            |
| Judy Parfitt    | Koningin Marie            |
| Richard O'Brien | Pierre Le Pieu            |
| Peter Gunn      | Kapitein Laurent          |

## Prijzen en nominaties
In 1999 won de film 5 prijzen en werd 7 keer genomineerd:

### Prijzen
- Saturn Award: Beste actrice: Drew Barrymore
- Saturn Award: Beste kostuums: Jenny Beavan
- Blockbuster Entertainment Award: Favoriete actrice drama/romance: Drew Barrymore
- Blockbuster Entertainment Award: Favoriete bijrol drama/romance: Anjelica Huston
- Blimp Award: Favoriete filmactrice: Drew Barrymore

### Nominaties
- Saturn Award: Beste muziek: George Fenton
- Saturn Award: Beste bijrol: Anjelica Huston
- Blockbuster Entertainment Award: Favoriete mannelijke nieuwkomer: Dougray Scott
- Chlotrudis Award: Beste actrice: Drew Barrymore
- Golden Trailer: Beste romance
- Golden Satellite Award: Beste kostuumdesign: Jenny Beavan
- Teen Choice Award: Filmkeuze drama

## Trivia
- Het kasteel in de film is het kasteel van Hautefort. Ook waren er opnames in de Dordogne, Frankrijk bij de kastelen Château de Fénelon en Château de Losse.